# Порохницький деканат
Порохницький деканат — колишня структурна одиниця Перемишльської єпархії греко-католицької церкви з центром в м. Порохник. Очолював деканат декан.

## Територія
В 1936 році в Порохницькому деканаті було 10 парафій:
1. Парафія с. Бахів;
2. Парафія м. Дубецько з філією в с. Бахірець та приходом у присілку Передмістя Дубецьке, с. Ненадова, с. Дрогобичка, с. Сливниця;
3. Парафія с. Крамарівка;
4. Парафія м. Кривча над Сяном з філіями в с. Воля-Кривецька, с. Середна, с. Речполь;
5. Парафія с. Полнятичі з філією в с. Рожнятів та приходом у с. Розвинниця, с. Бистревичі, с. Воля Розвинницька, с. Челятичі, с. Рудоловичі, с. Заріче, с. Цішацін, с. Частковичі, с. Лапаївка;
6. Парафія м. Порохник з філіями в с. Угорка, с. Тиневичі, с. Гавловичі та приходом у с. Порохник Село, с. Хорів, с. Вяцковичі, с. Воля Угорська, с. Тулиголови;
7. Парафія с. Розбір Округлий з приходом у с. Розбір Довгий, с. Чудовичі, с. Ріплин, с. Йодлівка, с. Слобідна, с. Рачина;
8. Парафія с. Руське Село з приходом у с. Полхова, с. Солонне, с. Підбуковина;
9. Парафія с. Скопів з філіями в м. Бабичі, с. Рушельчичі;
10. Парафія с. Хиринка з філією в с. Купна, та приходом у с. Хирина.

### Декан
- 1936 — Кобрин Олекса в Порохнику.

### Кількість парафіян
1936 — 14 114 осіб.
Деканат було ліквідовано в травні 1946 р.